# Latores
Latores (Llatores en asturiano y oficialmente) es una parroquia, y un barrio del municipio de Oviedo que dista 4,5 kilómetros del centro de la ciudad. La parroquia tiene una población de 658 habitantes y ocupa una extensión de 5,67 km².

## Historia
En sus proximidades se encontraron yacimientos de minerales de hierro y existen dos yacimientos achelenses.

## Administración
Latores tiene de alcalde a Luis Alfredo Valdés.

## Demografía
| Gráfica de evolución demográfica de Latores entre 1996 y 2014 |
|                                                               |

La parroquia de Latores está comprendida por los lugares de Ayones, Latores y El Llagú, las caserías de Belonga y El Caleyo, y la aldea de Santo Medero.

## Monumentos
- Iglesia de Santo Tomás de Latores.

## Deportes
Algunos deportistas nacidos o afincados en Latores:
- Oliverio Jesús Álvarez González (Oviedo, Asturias, España, 2 de abril de 1972), conocido como Oli, es un exfutbolista y entrenador de fútbol español.
- Luis García Fernández (Oviedo, Asturias, España, 6 de febrero de 1981), conocido como Luis García, es un futbolista español. Juega como delantero o centrocampista, ocupando las posiciones de segundo punta o mediapunta y su actual equipo es el K.A.S. Eupen.
- Joaquín Muñiz González (Latores-Oviedo, Asturias, España, 7 de marzo de 1963), conocido como Joaquín Muñiz, es Artista Marcial en la especialidad de deportes de lucha y combate, dedicado especialmente al Tai-Jitsu del que es Cinturón Negro 8.º DAN, entrenador nacional de esta disciplina y docente en defensa personal.Actualmente imparte clases en el centro deportivo Atlas de Oviedo.

## Fiestas
Nuestra Señora del Patrocinio, el 8 de septiembre.